# Huth (Haag)
Huth ist ein Gemeindeteil der Gemeinde Haag im Landkreis Bayreuth (Oberfranken, Bayern). Huth liegt in der Gemarkung Haag.

## Geografie
Die aus zwei Anwesen bestehende Einöde liegt an einer Gemeindeverbindungsstraße, die die Bundesautobahn 9 unterquerend nach Unternschreez (0,7 km nordöstlich) bzw. zur Bockmühle (0,7 km südwestlich) führt. Neben der Einöde befinden sich zwei Fußballplätze.

## Geschichte
Huth wurde in der zweiten Hälfte des 20. Jahrhunderts auf dem Gemeindegebiet von Haag gegründet. Es wurde in dem amtlichen Ortsverzeichnis von 1964 erstmals aufgelistet und auf einer topographischen Karte von 1971 erstmals verzeichnet. Benannt wurde der Ort nach dem Flurgebiet Obere Huth.

### Einwohnerentwicklung
| Jahr      | 001961 | 001970 | 001987 |
| Einwohner | 10     | 4      | 3      |
| Häuser    | 1      |        | 1      |
| Quelle    | [ 6 ]  | [ 10 ] | [ 1 ]  |

## Religion
Huth ist evangelisch-lutherisch geprägt und nach St. Katharina (Haag) gepfarrt.